# Catesbaea flaviflora
Catesbaea flaviflora är en måreväxtart som beskrevs av Ignatz Urban. Catesbaea flaviflora ingår i släktet Catesbaea och familjen måreväxter. Inga underarter finns listade i Catalogue of Life.